# Niut Range
Niut Range är ett berg i Kanada.   Det ligger i provinsen British Columbia, i den sydvästra delen av landet, 3 600 km väster om huvudstaden Ottawa. Toppen på Niut Range är 1 512 meter över havet.
Terrängen runt Niut Range är varierad. Trakten runt Niut Range är nära nog obefolkad, med mindre än två invånare per kvadratkilometer.. Det finns inga samhällen i närheten.
Trakten runt Niut Range består i huvudsak av gräsmarker.